# Recreacions Catequístiques pels Noys
Recreacions Catequístiques pels Noys era una publicació setmanal adreçada als infants i editada a Igualada entre l'any 1908 i el 1909.

## Descripció i continguts
L'editava l'Ordre Tercera dels Caputxins d'Igualada i s'imprimia als tallers de Nicolau Poncell.
El primer número, que va portar el títol Recreacions Catequístiques per a Noyets, es va publicar el mes de gener de 1908 i el darrer, el 14, portava la data de febrer de 1909. Sortia l'últim dia de cada mes. Tenia un format de 17,5 x 11,3 cm. i estava escrita a ratlla seguida. Tenia vuit pàgines i dues columnes. El format era de 27 x 17 cm.
Era una publicació religiosa en català que anava dirigida als nens. Eren unes “fulles de propaganda de la Joventut Seràfica Mariana baix l'advocació de la Divina Pastora”.
El cos central de la publicació era un conte moral per fomentar la pietat i la vida religiosa dels infants. Generalment, aquestes històries continuaven d'un número a l'altre. Com a complement hi havia endevinalles, sobre les quals es feia un concurs.
Segons la mateixa publicació, els bisbes de Vic, de la Seu d'Urgell i de Solsona “han concedit respectivament 50 dies d'indulgència á sos fidels diocesans que llegeixin ó escoltin llegir la present fulla”.
Els articles anaven sense signar.